# Vitögd järnsparv
Vitögd järnsparv (Prunella immaculata) är en asiatisk bergslevande fågel i familjen järnsparvar inom ordningen tättingar.

## Utseende och läte
Vitögd järnsparv är en 14,5 centimeter lång distinkt, mörk och ostreckad järnsparv. Den har grått huvud och bröst, purpurbrun rygg och en grå vingpanel. Karakteristiskt är även en gulvit ögoniris som gett arten dess svenska namn. Lätet beskrivs i engelsk litteratur som ett "zeh dzit".

## Utbredning
Vitögd järnsparv häckar i östra Himalaya och södra Kina, från sydöstra Xizang österut till södra Gansu och Sichuan. Vintertid ses den västerut till centrala Nepal och söderut till centrala Yunnan. Den har även rapporterats från norra Myanmar, där dess status är oklar.

## Systematik
Arten verkar inte ha några nära släktingar i familjen, utan är systerart till alla arter bortsett från avvikande artparet alpjärnsparv och altajjärnsparv. Den behandlas som monotypisk, det vill säga att den inte delas in i några underarter.

## Levnadssätt
Vitögd järnsparv häckar i fuktiga barr- och rhododendronskogar, ofta nära vatten, på mellan 2900 och 5000 meters höjd. Den födosöker på marken, ofta under tät vegetation och sällan i det öppna, på jakt efter ryggradslösa djur, frön och vissa bär. Fågeln häckar mellan maj och juli och gömmer sitt bo väl, antingen lågt i en buske eller på marken. I övrigt är dess häckningsbiologi dåligt känd. Arten är stannfågel och höjdledsflyttare som rör sig till lägre regioner vintertid, ofta i flockar.

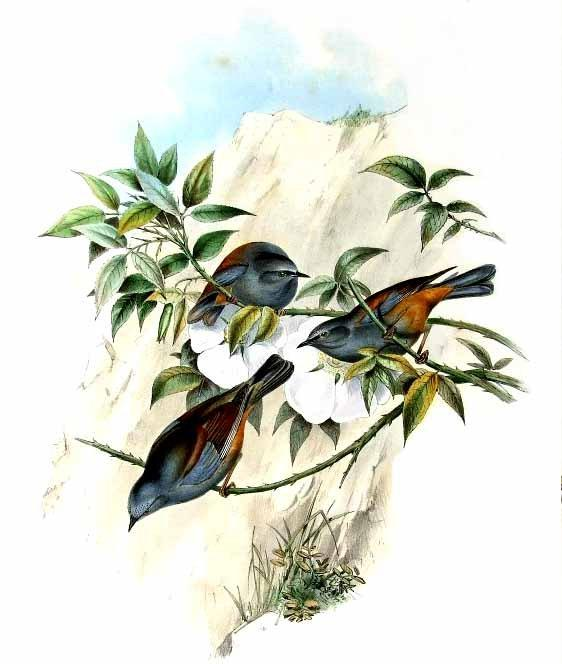
Illustration av John Gould.

## Status och hot
Arten har ett stort utbredningsområde och en stor population med stabil utveckling och tros inte vara utsatt för något substantiellt hot. Utifrån dessa kriterier kategoriserar internationella naturvårdsunionen IUCN arten som livskraftig (LC). Världspopulationen har inte uppskattats men den beskrivs som generellt sällsynt i Kina och sparsam i norra Indien och Bhutan.